# Кукуиш (Хунедоара)
Кукуиш (рум. Cucuiș) насеље је у Румунији у округу Хунедоара у општини Бериу. Oпштина се налази на надморској висини од 345 m.

## Становништво
Према подацима из 2002. године у насељу је живело 174 становника, од којих су сви румунске националности.